# Clas André Guttulsrød
Clas André Guttulsrød (4 settembre 1971) è un ex calciatore norvegese, di ruolo portiere.

## Carriera

### Club
Guttulsrød giocò nel Moss e nel Fredrikstad, prima di passare allo HamKam. Nel 1998 fu ingaggiato dal Bodø/Glimt, che nel 2000 lo cedette in prestito al Lillestrøm.
Tornò poi al Moss nel 2002 e nel 2005 giocò allo Sprint-Jeløy.